# 1912 у кіно

## Події
- 12 травня у Голлівуді (штат Каліфорнія, США) створено кінокомпанію Paramount Pictures.
- У США знято перший кіносеріал «Що сталося з Мері».

## Фільми
- Війна розумів

## Персоналії

### Народилися
- 8 січня:
  - Тадасі Імаї, японський кінорежисер (пом. 1991).
  - Хосе Феррер, американський актор з Пуерто-Рико, режисер (пом. 1992).
- 15 січня — Войтенко Володимир Григорович, радянський, український оператор-постановник ігрових і науково-популярних фільмів (пом. 1978).
- 19 січня — Левчук Тимофій Васильович, український кінорежисер, педагог (пом. 1998).
- 28 січня — Консовський Олексій Анатолійович, російський актор (пом. 1991).
- 4 лютого — Чініджанц Леонід Борисович, радянський кіно та театральний актор (пом. 1985).
- 12 лютого — Якут Всеволод Семенович, радянський російський актор (пом. 1991).
- 21 лютого — Сабуров Борис Олександрович, радянський і український актор театру і кіно (пом. 1992).
- 25 лютого — Санаєв Всеволод Васильович, російський радянський актор (пом. 1992).
- 27 лютого — Давидзон Яків Борисович, український фотомитець, фотограф багатьох перших український діячів кіно (пом. 1998).
- 17 березня — Максимцов Ростислав Семенович, радянський український звукооператор (пом. 1988).
- 22 березня — Карл Молден, американський актор (пом. 2009).
- 30 березня — Мішурин Олексій Олександрович, радянський український кінорежисер, кінооператор (пом. 1982).
- 12 квітня — Копелян Юхим Захарович, радянський російський актор театру і кіно (пом. 1975).
- 13 квітня — Юренєв Ростислав Миколайович, російський кінознавець, сценарист (пом. 2002).
- 16 квітня — Самойлов Євген Валеріанович, радянський і російський актор (пом. 2006).
- 18 квітня — Венді Баррі, британська акторка театру і кіно (пом. 1978).
- 21 квітня — Марсель Камю, французький кінорежисер, сценарист (пом. 1982)
- 24 квітня — Бобровников Олексій Вікторович, радянський і український художник театру та кіно, графік (пом. 1998).
- 5 травня:
  - Дальський Володимир Михайлович, український радянський актор театру і кіно (пом. 1998).
  - Іщенко Федір Васильович, український актор (пом. 2001).
- 18 травня — Річард Брукс, американський кінорежисер, сценарист, продюсер, прозаїк (пом. 1992).
- 29 травня — Джон Гіллінг, англійський режисер та сценарист (пом. 1984).
- 30 травня — Г'ю Гріффіт, британський актор (пом. 1980).
- 15 червня — Толмазов Борис Микитович, радянський театральний режисер i актор (пом. 1985).
- 24 червня — Філіппов Сергій Миколайович, радянський актор театру і кіно (пом. 1990).
- 28 червня — Максименко Володимир Григорович, український актор (пом. 1994).
- 4 липня  — Вівіан Романс, французька акторка (пом. 1991).
- 24 липня — Гриценко Микола Олімпійович, український і радянський актор театру і кіно (пом. 1979).
- 26 липня — Парфьонов Микола Іванович, російський актор (пом. 1999).
- 15 серпня — Венді Гіллер, британська акторка (пом. 2003).
- 23 серпня — Джин Келлі, американський танцюрист, актор, співак, режисер, кінопродюсер та хореограф (пом. 1996).
- 8 вересня — Александер Маккендрик, американський кінорежисер та сценарист (пом. 1993).
- 7 жовтня — Корольов Валентин Олексійович, український радянський художник комбінованих зйомок (пом. 1993).
- 16 жовтня — Жеваго Іван Семенович, російський актор (пом. 1986).
- 4 листопада — Івченко Віктор Іларіонович, український та радянський кінорежисер (пом. 1972).
- 8 листопада — Джун Гевок, американська акторка, танцюристка, сценаристка і театральна режисерка (пом. 2010).
- 21 листопада — Елінор Пауелл, американська акторка і танцюристка (пом. 1982).
- 26 листопада — Канішевський Григорій Митрофанович, український актор, режисер (пом. 1991).
- 11 грудня — Карло Понті, італійський кінопродюсер (пом. 2007).
- 30 грудня — Сова Андрій Корнійович, український актор, гуморист, майстер художнього слова (пом. 1994).
- 31 грудня — Балієв Євген Якович, російський і український радянський актор (пом. 2006).